# 가장 좋은 남성용 스포츠
가장 좋은 남성용 스포츠(Man's Favorite Sport?)는 미국에서 제작된 하워드 혹스 감독의 1964년 코미디, 멜로/로맨스 영화이다. 록 허드슨 등이 주연으로 출연하였고 하워드 혹스 등이 제작에 참여하였다.

## 출연

### 주연
- 록 허드슨
- 폴라 프렌티스

### 조연
- 마리아 퍼쉬
- 존 맥기버
- 샬린 홀트
- 로스코 칸스
- 제임스 웨스터필드
- 노먼 알든
- 포레스트 루이스
- 레지스 투미
- 타일러 맥베이
- 캐시 브라운

## 제작진
- 의상: 에디스 헤드